# Gustave Zédé

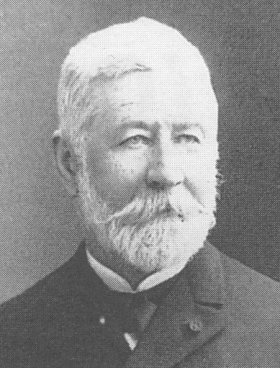
Gustave Zédé

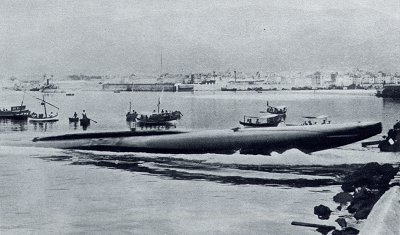
Gustave Zédé (Q 2) wird 1893 zu Wasser gelassen

Gustave Alexandre Zédé (* 1825 in Paris; † 26. April 1891) war ein französischer U-Boot-Pionier.

## Leben
Zédé war der Sohn eines Marineingenieurs und wurde an einer École Polytechnique ausgebildet. Er war mit Henri Dupuy de Lôme befreundet, der seine hohe Intelligenz schätzte. 1870 konstruierten Zédé und Dupuy de Lôme den ersten lenkbaren Aerostaten. Dies führte bei der Entwicklung eines neuartigen Elektromotors zur Zusammenarbeit Zédés mit dem Kommandanten der Infanterie Arthur Constantin Krebs und in der Folge zur Entwicklung von U-Boot-Technik. 1886 schrieb Zédé in einem Bericht der Académie des Sciences vom 5. April über die Verwandtschaft zwischen Luft- und Wasserfahrzeugen.
1880 trat Zédé bei Forges et Chantiers ein. Die Zusammenarbeit mit Krebs setzte sich fort, und im November 1888 wurden erste Versuche mit der Gymnote, einem Fahrzeug mit Elektromotor, vor Toulon gemacht. Bevor die Versuche zu einem praxistauglichen Ergebnis geführt hatten, starb Zédé an den Folgen eines Explosionsunglücks, das ihm im Laboratorium widerfahren war.
Nach Gustave Zédé wurden mehrere Fahrzeuge benannt, so das U-Boot Gustave Zédé, die U-Boot-Klasse Gustave Zédé (inklusive des Typschiffs Gustave Zédé), das U-Boot-Begleitschiff Gustave Zédé von 1934 und die Gustave Zédé von 1937, die eine wechselvolle Geschichte hatte.